# Hylaeus xanthopsyche
Hylaeus xanthopsyche är en biart som först beskrevs av Cockerell 1922.  Hylaeus xanthopsyche ingår i släktet citronbin, och familjen korttungebin. Inga underarter finns listade i Catalogue of Life.